# 誅十族

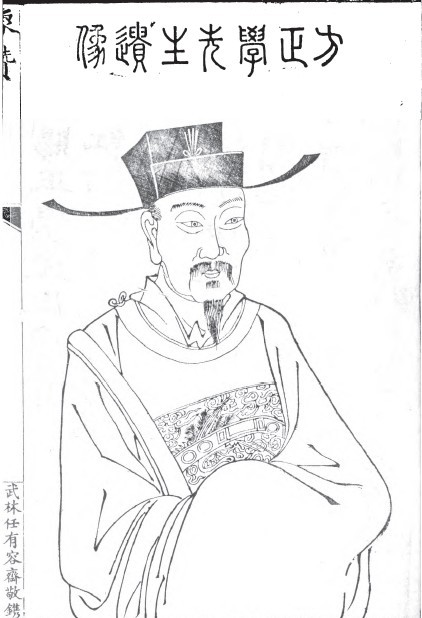
传说被朱棣下令誅十族的方孝孺

誅十族是有關方孝孺之死的传说中的刑罰。民間多有流傳方孝孺被朱棣下令誅十族的傳說，一般認為方孝孺的朋友、門生被朱棣計作方孝孺的第十族，而被株連者共有847人或873人。方孝孺被“誅十族”的記載首見於祝允明的《野記》，本是與《野記》中蟒蛇復仇相結合的故事，以為證明因果報應服務，後來因东林党張揚士氣與進行政治宣傳的需要而開始被當成史實流傳於民間，並與方孝孺之死的歷史相結合，以彰顯士大夫的無畏與忠義精神。方孝孺被“誅十族”的說法自康熙年間開始被懷疑其真實性，而张廷玉主編的正史《明史》也沒有採用方孝孺被“誅十族”的說法。

## 範圍
誅十族的連坐範圍為誅九族的連坐範圍外加被誅十族者的朋友、門生。民間多有流傳方孝孺被朱棣下令誅十族的傳說，其中被株連者一般被認為包括妻子鄭氏、兩個兒子、母族林彥清等、妻族鄭原吉等、朋友、門生廖鏞、廖銘、林嘉猷等，共847人或873人。此外，也有方孝孺的兩個女兒因為方孝孺被誅十族而跳淮河自盡的記載。

## 歷史

### 始有記載
方孝孺被族誅的記載首見於李賢的《天順日錄》，其中載稱釋道衍（姚廣孝）舉薦方孝孺代草朱棣的即位詔書，方孝孺為朱允炆戴孝，不肯代草朱棣的即位詔書，並投筆於地，且有誓死之語，使朱棣大怒，並決定將方孝孺處以凌遲與族誅之刑，這些記載形成了方孝孺之死的記載的基本要素。明確說明方孝孺被“誅十族”的記載則首見於祝允明的《野記》，其記載與《天順日錄》的記載基本一致，但增錄了方孝孺激怒朱棣，使朱棣將朋友計作一族，並決定誅方孝孺的十族之事。然而，《野記》是匯集各種傳聞的著作，方孝孺被“誅十族”的記載主要有“勸懲”的目的，並與方孝孺的父親“族誅”蟒蛇全家的故事作對照，而方孝孺的父親“族誅”蟒蛇全家的故事也見於1736年（乾隆元年）的《浙江通志》。姜清的《姜氏秘史》增加了釋道衍將方孝孺稱為“讀書種子”的評價與朱棣、方孝孺二人之間的“辯論”引出“滅十族等語”的記載，但並無詳細記載方孝孺被“誅十族”的具體實施情況。
陳建的《皇明资治通纪》採用了方孝孺被“誅十族”的說法，惟其稱朱棣直接宣佈誅方孝孺的十族，而不存在方孝孺主動提及“誅九族”的記載，此外也增錄了方孝孺的親族在方孝孺面前被誅殺、朋友門生都被當作方孝孺的第十族誅殺等情節。《奉天刑賞錄》並沒有記載方孝孺之死的事蹟，僅記錄了方孝孺的宗族中被株連的人數。鄭曉的《吾學編·文學博士方公孝孺傳》綜合了諸多方孝孺之死的傳世資訊，朱棣與方孝孺的“辯論”內容有所增加，方孝孺的忠臣形象也比此前的記載更飽滿、生動，也收錄了方孝孺的絕命詞，但是被株連的人數比《姜氏秘史》、《奉天刑賞錄》等所記載的人數增加了26人，“誅十族”的內容也不存在。焦竑的《國朝獻徵錄》轉錄了《吾學編·文學博士方公孝孺傳》的全文。然而，朱睦㮮的《革除逸史》並沒有採用方孝孺被“誅十族”的說法。

### 始充史實
方孝孺被“誅十族”在万历年間開始被當成史實，並在公文中經常被提及，如陳禹謨的《諡典未頒幽魂未妥疏》即直接稱朱棣欲誅方孝孺十族，遂以方孝孺的門人為第十族株連，又如《明熹宗實錄》1622年6月12日（天启二年五月初四日）條直接載稱方孝孺被誅十族。朱國楨的《皇明遜國臣傳·文學博士方先生》的前半部分與《吾學編·文學博士方公孝孺傳》的記載基本一致，但增加了抓住方孝孺的人物，後半部分則採用了方孝孺被“誅十族”的說法，並增加了方孝孺被刀傷嘴等資訊。1632年（崇祯五年）的《寧海縣志》的記載與《皇明遜國臣傳·文學博士方先生》的記載基本一致，並修正了後者的時序錯誤，此外也增加了方孝孺被傷嘴後“犯御座”之事。
方孝孺被“誅十族”的說法在明清交替之際起與方孝孺之死的歷史相結合。谈迁的《国榷》與黄宗羲的《明儒學案》均在將方孝孺被“誅十族”的說法視為史實的前提下反對譴責持節守義而導致被誅十族的方孝孺。谷應泰的《明史紀事本末》的記載與1632年（崇禎五年）的《寧海縣志》的記載基本一致。萬斯同本《明史》同樣有方孝孺被“誅十族”的記載。夏燮的《明通鑑》也存在“誅十族”的對話與方孝孺的朋友、弟子被當作第十族一同株連的記載。方孝孺被“誅十族”的說法直至現代仍然作為方孝孺之死的一部分存在。

## 真實性
方孝孺被“誅十族”的說法自康熙年間開始被懷疑其真實性。朱彝尊的《史館上總裁第四書》基於對中华法系的歷史的單方面論證與逻辑推理得出方孝孺被“誅十族”為“傳說”的結論。王鸿绪的《明史稿》的記載雖然與萬斯同本《明史》的記載基本一致，但刪除了廖氏兄弟勸降與方孝孺被“誅十族”的情節。張廷玉主編的正史《明史》採用了王鴻緒的《明史稿》的記載，並同樣地並沒有採用方孝孺被“誅十族”的說法。然而，方孝孺被“誅十族”的情節在民間與私修史書中仍與方孝孺之死緊密結合且廣泛流傳。
李谷悅在其論文《方孝孺殉難事蹟的敘事演化與“誅十族”說考》中稱方孝孺被“誅十族”的說法在方孝孺死後近百年方形成，而且本是與祝允明的《野記》中蟒蛇復仇相結合的故事，以為證明因果報應服務，因此方孝孺被“誅十族”的說法僅為傳說，而非史實。李谷悅繼而稱方孝孺被“誅十族”的傳說能流傳至今是因為此傳說能突顯方孝孺的慘忠與朱棣的殘忍，從而彰顯士大夫的無畏與忠義精神，也滿足了東林黨人張揚士氣與進行政治宣傳的需要，此外此傳說的因果報應宣傳在中國傳統社會中易於流傳且易為民間所接受、信服。